# Neolophonotus chaineyi
Neolophonotus chaineyi är en tvåvingeart som beskrevs av Jason Gilbert Hayden Londt 1986. Neolophonotus chaineyi ingår i släktet Neolophonotus och familjen rovflugor.
Artens utbredningsområde är Uganda. Inga underarter finns listade i Catalogue of Life.